# Akeem Vargas
Akeem Vargas (Lancaster (Califórnia), 29 de abril de 1997) é um basquetebolista profissional alemão que atualmente joga pelo Alba Berlin. Apesar de ter nascido nos Estados Unidos, Vargas cresceu em Leimen (Baden). O atleta tem 1,93m de altura, pesa 90 kg atuando na posição armador.